# Иаков (Поспелов)
Архимандрит Иа́ков (в миру Васи́лий Ива́нович Поспе́лов; 31 декабря 1817, Тульская губерния — 16 января 1896, Кирилло-Белозерский монастырь) — архимандрит Русской православной церкви, настоятель Кирилло-Белозерского монастыря.

## Биография
Родился в 1818 году в селе Кадное, Ефремовского округа в Тульской губернии в семье священника Иоанна Поспелова. Старший брат епископа Андрея (Поспелова).
Среднее образование получил в Тульской духовной семинарии, а высшее в Московской духовной академии (1842), где, ещё будучи студентом, был пострижен в монашество.
По окончании курса был последовательно: преподавателем церковно-библейской истории в Орловской семинарии (до 1845 г.), инспектором Харьковской семинарии (до 1852 г.), настоятелем посольской церкви в Риме (до 1855 г.), настоятелем Зеленецкого монастыря (до 1857 г.), настоятелем монастыря Кирилла новоезерского (до 1866 г.) и, наконец, настоятелем Кирилло-Белозерского монастыря. Настоятелем Кирилло-Белозерского монастыря пробыл до кончины, последовавшей в 1896 году. Похоронен против алтаря Успенского собора.
Архимандрит Иаков в жизни своей представлял редкий пример благочестия и строго аскетической жизни. До самой смерти своей он неусыпно заботился об упорядочении монастырской жизни, отличаясь широкою благотворительностью и полною нестяжательностью, чем приобрёл глубокое уважение и оставил прекрасную память среди местного населения. В уважение к его подвижнической жизни Московская духовная академия избрала Иакова своим почетным членом.

## Сочинения
Путешествие архимандрита Иакова, настоятеля Кирилло-Новозерского монастыря, в Барград на поклонение святым мощам Святителя Христова и Чудотворца Николая. СПб., 1889;
«Пастырь в отношении к себе и к пастве» и другие.
Его сочинения вошли в альманах "Памятники Отечества: Северная Фиваида", выпущенный в 1993 году.